# ليليان ديفيز
ليليان ديفيز (بالسويدية: Prinsessan Lilian)‏ (30 أغسطس 1915 – 10 مارس 2013 ) هي عارضة أزياء  من ويلز السويد، أصبحت عضوًا في العائلة المالكة السويدية عندما تزوجت  من الأمير برتيل (1912-1997)، دوق هالاند  عام 1976. توفيت في جزيرة جورجاردن، عن عمر يناهز 98 عاماً.

## جوائز
حصلت على جوائز منها:
- نيشان الصقر [الإنجليزية]‏
- وسام النجوم الثلاثة
- وسام الصليب الأعظم من الفئة الأولى للخدمات الجليلة لجمهورية ألمانيا الاتحادية
- Military Order of Christ [الإنجليزية]‏
- وسام إيزابيلا الكاثوليكية
- وسام الشرف للخدمات المقدمة إلى جمهورية النمسا
- وسام سيرافيم
- نيشان صليب تيرا ماريانا
- وسام القديس أولاف
- وسام فرسان الصقر من رتبة فارس أعظم.